# Spur Point
Der Spur Point (englisch für Spornspitze) ist eine Landspitze an der Foyn-Küste des Grahamlands im Norden der Antarktischen Halbinsel. Sie liegt am Ende der Heros-Halbinsel, die sich in südöstlicher Richtung zwischen dem Sleipnir- und dem Beaglehole-Gletscher am Westufer des Cabinet Inlet erstreckt.
Der Falkland Islands Dependencies Survey nahm 1947 die deskriptive Benennung vor. Zur selben Zeit entstanden Luftaufnahmen bei der US-amerikanischen Ronne Antarctic Research Expedition (1947–1948).